# Ivan Šimonović
Ivan Šimonović, hrvaški politik in diplomat, * 1959, Zagreb.
Med letoma 2008 in 2010 je bil minister za pravosodje Republike Hrvaške.